# Курьян, Денис Александрович
Денис Александрович Курьян (род. 24 июля 1984, Бобруйск, БССР) — белорусский журналист, телеведущий, бизнесмен.

## Биография
Денис Курьян родился в 24 июля 1984 г. в Бобруйске, Могилевская область.
Окончил в 2001 году гимназию № 11 г. Минска.
Первое высшее образование — Академия управления при Президенте Республики Беларусь, специалист по госрегулированию внешнеэкономической деятельности.
В 2008 году получил степень МВА.

## Работа на телевидении
На телевидении начал работать с 2000 года. Впервые появился на экранах молодёжного ток-шоу «5x5», которое шло по телеканалу БТ. Денис Курьян вел это шоу вместе с Дмитрием Шепелевым и Катей Пытлевой.
«Я вел концерты в школе, Дима меня заметил и пригласил на кастинг. Я пришел, даже не зная, что там будет. Я всегда стою в очереди, но, если не ошибаюсь, Дима меня тогда обвел вокруг (смеется). Я рассказал историю про учительницу на камеру, и меня пригласили. Это уникальная история — каждый будний день 15-16-летние подростки в прямом эфире по часу вели передачу. Это было время такого „романтизма на БТ“. Ты приходишь и делаешь телевидение, как хочешь сам. И тебя знает большинство людей на улице». В 11 классе был на телевидении и получал зарплату 100 долларов в эквиваленте.
До 2012 году работал на телеканале Беларусь 1. Был ведущим программ «Деловая жизнь» и «Сфера интересов», игры «Спортлото».
В 2012 году перешёл на телеканал ОНТ. Здесь он вел проекты «Мой бизнес» и программы «Наше утро».

## Ведущий
Ведущий и комментатор трансляций крупнейших событий шоу-бизнеса, таких как «Евровидение», «Оскар» и «Грэмми».
Ведущий концерта в День России на Красной площади в Москве (прямой эфир телеканала «Россия», 2012 год)
В 2019 году был одним из факелоносцев Европейских Игр-2019.
2 декабря 2020 года запустил Youtube канал "Где деньги, Денис?".

## Бизнес
В 28 лет владел сетью из 50 кофейных автоматов в Минске.
В 2015 году открыл в Минске первый ресторан быстрого питания «Мама дома». За время работы бизнес вырос до семи точек: пять заведений в Минске, одно в Бресте и одно в Могилеве.
Владелец и креативный продюсер компании Promofilm.by, которая занимается телепроизводством, рекламными роликами и презентационными фильмами.

## Личная жизнь
Был женат на Юлии Костюкевич. Пара познакомилась в декабре 2007 в Жодино на полигоне испытаний БелАЗов, где снимали новогодний промо-ролик для Первого канала.
26 января 2010 года у пары родился сын Кирилл. Имя Денис и Юля выбрали в честь Патриарха Московского и всея Руси Кирилла.
В 2012 году родилась дочь Милана.

В начале 2018 года Денис Курьян официально заявил о разводе с Юлией Костюкевич, с которой брак длился 8 лет.
«В какой-то момент наши взгляды на жизнь кардинально разошлись. Попытки переубеждать другу друга ничем не заканчивались — зачем тогда давить и до последнего мучиться?..

Да, развод — это фиаско для обоих, но это не значит, что жизнь заканчивается. Мы не остались друзьями — это невозможно и бессмысленно. Но ради детей нашли приемлемую модель отношений…»
С 2018 года встречается с Ириной Гой. Девушка родом из Гродно и занимается организацией мероприятий.

## Награды
- Лауреат премии «Телевершина-2006» в номинации «Лучший репортер»[12]
- В 2015 году по версии портала probusiness.io вошёл в ТОП-40 бизнесменов Беларуси до 40 лет.[17]